# Stevie Wishart
Stevie Wishart is een Brits componist, violist, muziekpedagoog en improvisator.

## Levensloop
Wishart kreeg haar opleiding in Cambridge, in Oxford en aan de Guildhall School of Music in Londen. Ze is actief als componist, uitvoerder en improvisator. Ze verkent de extremen in middeleeuwse en hedendaagse muziek en gebruikt hierbij oude technieken zoal de draailier maar ook elektronische technieken en computertechnologie. 
Aan de Universiteit van York studeerde ze compositie en elektronische muziek bij Trevor Wishart en Richard Orten en kwam ook in contact met improvisatie en aleatorische muziek door haar informele studies bij John Cage, Merce Cunningham en David Tudor in Edinburgh. Tegelijk studeerde ze oude muziek (barokviool en zang) en behaalde een diploma aan de Guildhall School of Music and Drama. Met een beurs van de Nuffield Foundation en een Vicente Cañada Blanch Junior Research Fellowship deed ze doctoraal onderzoek in middeleeuwse muzikale iconografie. Ze verkreeg ook een beurs van de Wellcome Trust waarmee ze haar composities verder kan ontwikkelen met behulp van computers en kon ze, in samenwerking met neuroloog Ian Winter (Universiteit Cambridge) de auditieve processen verder ontleden op basis van de fysiologie van het oor. Haar composities worden vaak aangewend door choreografen zoals Pina Bausch, Yolanda Snaith en Tess de Quincy. 
Ze heeft ook muziek gecomponeerd voor ensembles van oude muziek, meer bepaald voor haar eigen ensemble Sinfonye, maar ook voor orkest en voor koren.
Haar opzoekingen, samen met de ontwikkeling van het middeleeuwse repertoire van haar ensemble, leidden tot de ontdekking van vrouwelijke dichters en componisten en van muziek geschreven voor vrouwenstemmen. Dit heeft de inspiratie geleverd voor acht cd's met middeleeuwse minneliederen en erbij horende instrumentale muziek. Daarnaast nam ze de volledige liederencollectie op van Hildegard von Bingen. 
Sterk betrokken bij improvisatie en elektronische muziek, heeft Wishart een eigen stijl ontwikkeld in haar composities en combineert ze allerhande vormen van annotatie en klankopnamen. Projecten waar ze aan meewerkt combineren, naast muziek, dans, theater, film en radio.
In 2003 was ze jurylid van de internationale wedstrijd voor ensembles, in het kader van het Festival Musica Antiqua in Brugge. 

## Discografie
Opnamen oude muziek met haar muziekensemble Sinfonye'.
- Bella Donna, The medieval woman: lover, poet, patroness and saint, met Mara Kiek, Andrew Lawrence-King, Jim Denley, 1987 en 2006.
- Arrêts d'Amour, Eleanor of Aquitaine and her Courts of Love, met Mara Kiek, Jim Denley, Bonnie Shalgean, Paula Chateauneuf, 2005
- Hildegard von Bingen: o nobilissima viriditatis, The complete works, volume 3 met Jocelyn West, Moire Smiley, Richard Vendome en leden van de Oxford Girls Choir, 2004.
- Trois soeurs, Songs from the thirteenth century met Vivien Ellis en Jocelyn West.
- Gabriel's Greeting, Medieval English Christmas music, met Vivien Ellis, Jocelyn West, Jim Denley, Paula Chateauneuf, 1993 en 2003.
- Red Iris, music from 14th century Italy, met Stevie Wishart fiddle, hurdy-gurdy, Jim Denley en Pedro Esteban, percussie.
- Hildegard von Bingen, Aurora (deel 2), Symphony of the Harmony of Celestial Revelations, met Vivien Ellis en leden van de Oxford Girls' Choir
- Hildegard von Bingen, Symphonia (deel 1), Symphony of the Harmony of Celestial Revelations, met de Oxford Girls' Choir.
- Poder à Santa Maria, The Andalucian Cantigas de Santa Maria of Alfonso el Sabio, met Equidad Bares en andere musici
- The sweet look and the loving manner, Songs of the Medieval French Trobairitz, met Vivien Ellis, Paula Chateauneuf, Jim Denley, 1987 en 2006.
- The Sound of Gesture
- mikroton cd 4 : Violet
- Trois Soeurs | Three Sisters
- Gabriel's Greeting
- Red Iris
- Azeruz
- Compass, Log and Lead
- Bella Domna
- The Complete Hildegard von Bingen: Volume 1
- The Complete Hildegard von Bingen: Volume 2
- The Complete Hildegard von Bingen: Volume 3